# Liste der Kategorie-A-Bauwerke in Midlothian

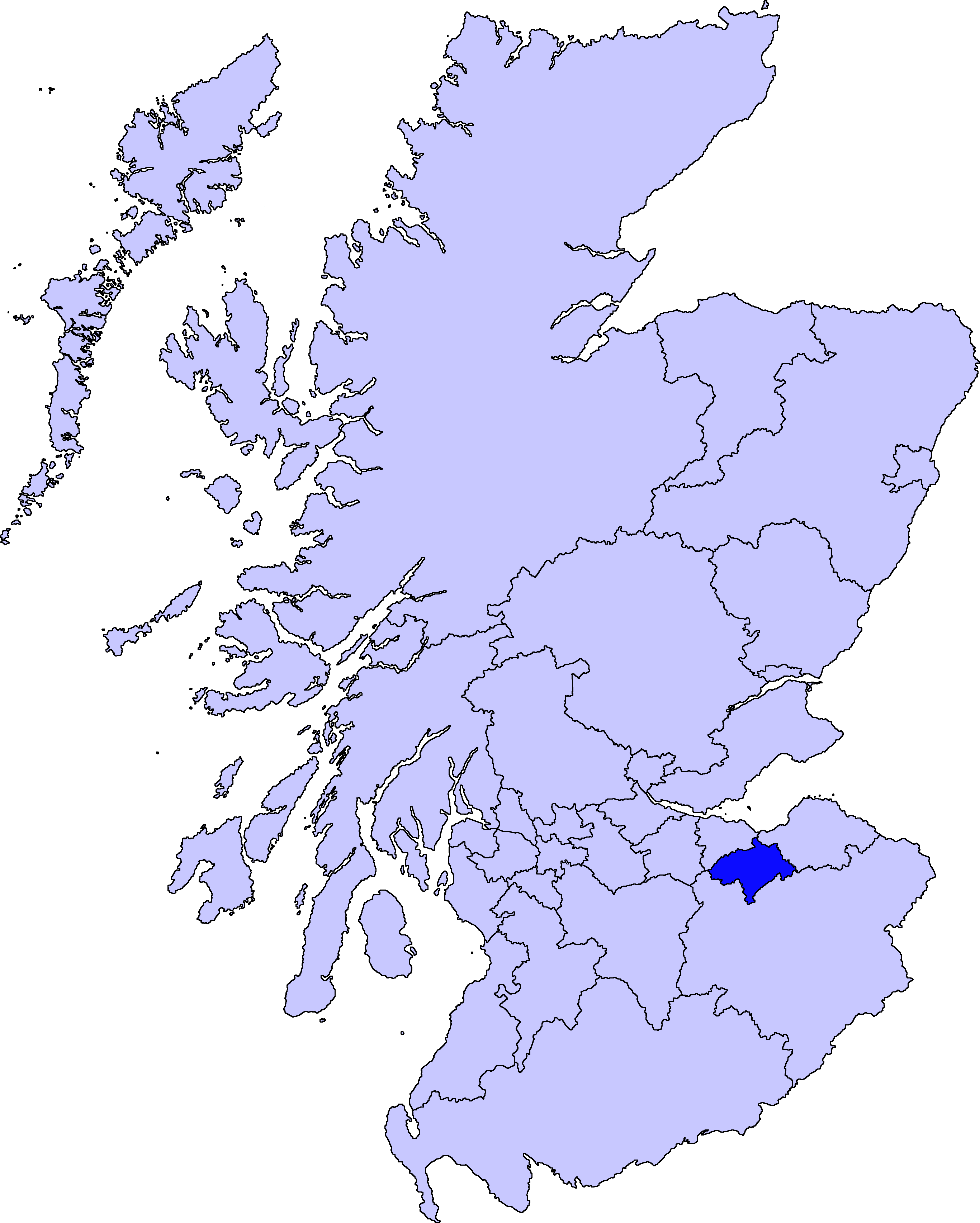
Lage von Midlothian in Schottland

Die Liste der Kategorie-A-Gebäude in Midlothian umfasst sämtliche in der Kategorie A eingetragenen Baudenkmäler in der schottischen Council Area Midlothian. Die Einstufung wird anhand der Kriterien von Historic Scotland vorgenommen, wobei in die höchste Kategorie A Bauwerke von nationaler oder internationaler Bedeutung einsortiert sind. In Midlothian sind derzeit 68 Bauwerke in der Kategorie A gelistet.
| Name                                    | Lage                                              | Typ            | Eintrag | Bild                                 |
| --------------------------------------- | ------------------------------------------------- | -------------- | ------- | ------------------------------------ |
| Stallungen von Preston Hall             | nahe Pathhead 55° 52′ 57,4″ N, 2° 58′ 0″ W        | Stallungen     | 113     |                                      |
| Whitehill House                         | nahe Rosewell 55° 50′ 45,8″ N, 3° 7′ 31,3″ W      | Herrenhaus     | 687     | Whitehill House                      |
| North Gate                              | nahe Pathhead 55° 53′ 38,1″ N, 2° 57′ 23,3″ W     | Tor            | 745     |                                      |
| Lions Gate                              | nahe Pathhead 55° 52′ 34,3″ N, 2° 58′ 20,4″ W     | Tor            | 746     | Lions Gate                           |
| Crichton Collegiate Church              | nahe Crichton 55° 50′ 37,4″ N, 2° 59′ 25,1″ W     | Kirche         | 753     | Crichton Collegiate Church           |
| Ford House                              | Ford 55° 52′ 6,9″ N, 2° 58′ 38,8″ W               | Villa          | 756     | Ford House (Midlothian)              |
| Crichton House                          | nahe Crichton 55° 51′ 6,2″ N, 2° 57′ 33,7″ W      | Herrenhaus     | 757     | Crichton House                       |
| Oxenfoord Castle                        | nahe Pathhead 55° 52′ 43,4″ N, 2° 58′ 45,8″ W     | Schloss        | 768     | Oxenfoord Castle                     |
| Oxenfoord Viaduct                       | nahe Pathhead 55° 52′ 46,2″ N, 2° 58′ 45,8″ W     | Brücke         | 769     | Oxenfoord Viaduct                    |
| Preston Hall                            | nahe Pathhead 55° 52′ 52,1″ N, 2° 58′ 11,1″ W     | Herrenhaus     | 775     |                                      |
| Gärten von Preston Hall                 | nahe Pathhead 55° 52′ 57,7″ N, 2° 58′ 41,2″ W     | Gärten         | 777     |                                      |
| The Temple                              | nahe Pathhead 55° 53′ 13,7″ N, 2° 58′ 7,5″ W      | Mausoleum      | 779     | The Temple                           |
| Cockpen and Carrington Parish Church    | Bonnyrigg 55° 51′ 58″ N, 3° 5′ 21,2″ W            | Kirche         | 780     | Cockpen and Carrington Parish Church |
| Dalhousie Castle                        | nahe Bonnyrigg 55° 51′ 38,6″ N, 3° 4′ 57″ W       | Schloss        | 784     | Vogrie House                         |
| Vogrie House                            | nahe Pathhead 55° 51′ 30″ N, 2° 59′ 26,2″ W       | Herrenhaus     | 799     | Vogrie House                         |
| Borthwick Castle                        | nahe North Middleton 55° 49′ 36″ N, 3° 0′ 26,8″ W | Burg           | 805     | Borthwick Castle                     |
| Middleton Hall                          | nahe Middleton 55° 48′ 48,7″ N, 3° 0′ 35,8″ W     | Herrenhaus     | 806     |                                      |
| Arniston House                          | nahe Gorebridge 55° 49′ 25,4″ N, 3° 4′ 39,1″ W    | Herrenhaus     | 808     | Arniston House                       |
| Grotte von Arniston House               | nahe Gorebridge 55° 49′ 16,3″ N, 3° 4′ 49,7″ W    | Grotte         | 811     |                                      |
| North Gate-Lodge                        | nahe Gorebridge 55° 50′ 22,6″ N, 3° 3′ 38,7″ W    | Wohngebäude    | 814     |                                      |
| Gewächshaus von Dalkeith House          | Dalkeith 55° 54′ 7,7″ N, 3° 3′ 36,2″ W            | Gewächshaus    | 1410    | Gewächshaus von Dalkeith House       |
| Dalkeith House                          | Dalkeith 55° 53′ 58,8″ N, 3° 4′ 4,4″ W            | Schloss        | 1411    | Dalkeith House                       |
| Dark Walk                               | Dalkeith 55° 53′ 51″ N, 3° 3′ 35,1″ W             | Tor            | 1412    |                                      |
| King’s Gate                             | Dalkeith 55° 53′ 51,5″ N, 3° 5′ 9,2″ W            | Tor            | 1437    | King’s Gate                          |
| Montagu Bridge                          | Dalkeith 55° 54′ 5,5″ N, 3° 4′ 2,3″ W             | Brücke         | 1440    | Montagu Bridge                       |
| St Mary’s Chapel                        | Dalkeith 55° 53′ 52,9″ N, 3° 3′ 54,8″ W           | Kirche         | 1441    | St Mary’s Chapel                     |
| Stallungen von Dalkeith House           | Dalkeith 55° 54′ 5,9″ N, 3° 3′ 39,8″ W            | Stallungen     | 1442    |                                      |
| Glenesk Railway Viaduct                 | Dalkeith 55° 53′ 33,4″ N, 3° 4′ 58,8″ W           | Brücke         | 1445    |                                      |
| Lothian Bridge                          | Pathhead 55° 52′ 11,8″ N, 2° 58′ 28,6″ W          | Brücke         | 5090    | Lothian Bridge                       |
| Taubenturm von Mavisbank House          | Loanhead 55° 52′ 46,7″ N, 3° 7′ 48,6″ W           | Taubenturm     | 7386    | Taubenturm von Mavisbank House       |
| Gartenhaus von Mavisbank House          | Loanhead 55° 52′ 19,5″ N, 3° 8′ 17,9″ W           | Gartenhaus     | 7387    |                                      |
| Melville Castle                         | nahe Lasswade 55° 53′ 27,6″ N, 3° 6′ 15,1″ W      | Schloss        | 7394    | Melville Castle                      |
| Lasswade Cottage                        | Lasswade 55° 52′ 52,3″ N, 3° 7′ 31,1″ W           | Villa          | 7398    |                                      |
| Mavisbank House                         | Loanhead 55° 52′ 27″ N, 3° 8′ 21,5″ W             | Herrenhaus     | 7404    | Mavisbank House                      |
| Glencorse Old Parish Church             | Penicuik 55° 51′ 16,7″ N, 3° 12′ 26,5″ W          | Kirche         | 7454    | Glencorse Old Parish Church          |
| Glencorse Parish Church                 | Penicuik 55° 51′ 3″ N, 3° 12′ 17,5″ W             | Kirche         | 7456    | Glencorse Parish Church              |
| Bush House                              | Penicuik 55° 51′ 33,2″ N, 3° 12′ 24,4″ W          | Herrenhaus     | 7462    | Bush House                           |
| Willie’s Temple                         | nahe Rosewell 55° 53′ 23,2″ N, 3° 6′ 42,7″ W      | Folly          | 12940   |                                      |
| Hawthornden Castle                      | nahe Rosewell 55° 51′ 39,2″ N, 3° 8′ 31″ W        | Schloss        | 13023   | Hawthornden Castle                   |
| Roslin Castle                           | nahe Roslin 55° 51′ 9,4″ N, 3° 9′ 36″ W           | Burgruine      | 13026   | Roslin Castle                        |
| Rosslyn Chapel                          | Roslin 55° 51′ 19,4″ N, 3° 9′ 35,4″ W             | Kirche         | 13028   | Rosslyn Chapel                       |
| Auchendinny House                       | nahe Auchendinny 55° 50′ 22″ N, 3° 11′ 46,8″ W    | Herrenhaus     | 13034   | Auchendinny House                    |
| Bilston Viaduct                         | Loanhead 55° 52′ 16,9″ N, 3° 9′ 3,6″ W            | Brücke         | 13035   | Bilston Viaduct                      |
| Tor von Woolmet House                   | Danderhall 55° 55′ 2,6″ N, 3° 6′ 36,4″ W          | Tor            | 14184   | Tor von Woolmet House                |
| Newbattle Abbey                         | Newbattle 55° 52′ 57,9″ N, 3° 4′ 1,2″ W           | Herrenhaus     | 14561   | Newbattle Abbey                      |
| Nördliche Sonnenuhr von Newbattle Abbey | Newbattle 55° 53′ 0″ N, 3° 3′ 58,3″ W             | Sonnenuhr      | 14562   |                                      |
| Südliche Sonnenuhr von Newbattle Abbey  | Newbattle 55° 52′ 57,7″ N, 3° 3′ 56,3″ W          | Sonnenuhr      | 14563   |                                      |
| Maiden Bridge                           | Newbattle 55° 53′ 16,3″ N, 3° 3′ 42,8″ W          | Brücke         | 14564   | Maiden Bridge                        |
| Monkland Wall                           | Newbattle 55° 52′ 59,3″ N, 3° 4′ 13″ W            | Mauer          | 14566   | Monkland Wall                        |
| Port Lodge                              | Newbattle 55° 52′ 53″ N, 3° 4′ 14,6″ W            | Wohngebäude    | 14567   | Port Lodge                           |
| Newbattle Old Bridge                    | Newbattle 55° 52′ 47,7″ N, 3° 4′ 12,9″ W          | Brücke         | 14568   | Newbattle Old Bridge                 |
| Lady Victoria Colliery                  | Newtongrange 55° 51′ 43,1″ N, 3° 4′ 3,6″ W        | Bergwerk       | 14604   | Lady Victoria Colliery               |
| Gärten von Arniston House               | nahe Gorebridge 55° 49′ 13,3″ N, 3° 4′ 42,3″ W    | Gärten         | 14625   |                                      |
| Bauernhof von Rosebery House            | nahe Temple 55° 48′ 19,2″ N, 3° 6′ 49,1″ W        | Bauernhof      | 14630   | Bauernhof von Rosebery House         |
| Penicuik House                          | nahe Penicuik 55° 49′ 10,9″ N, 3° 15′ 2,7″ W      | Herrenhaus     | 14634   | Penicuik House                       |
| New Penicuik House                      | nahe Penicuik 55° 49′ 15,4″ N, 3° 15′ 5,2″ W      | Herrenhaus     | 14635   | New Penicuik House                   |
| Gewächshaus von Fairfield House         | Dalkeith 55° 53′ 30,6″ N, 3° 4′ 10,1″ W           | Gewächshaus    | 24339   |                                      |
| St David’s Church                       | Dalkeith 55° 53′ 27″ N, 3° 4′ 32,5″ W             | Kirche         | 24355   | St David’s Church                    |
| Eskbank House                           | Dalkeith 55° 53′ 25,2″ N, 3° 4′ 47,3″ W           | Villa          | 24375   |                                      |
| St Nicholas Church                      | Dalkeith 55° 53′ 43,6″ N, 3° 4′ 7,5″ W            | Kirche         | 24377   | St Nicholas Church                   |
| Altes Rathaus von Dalkeith              | Dalkeith 55° 53′ 43,5″ N, 3° 4′ 4,2″ W            | Rathaus        | 24417   | Altes Rathaus von Dalkeith           |
| Corn Exchange von Dalkeith              | Dalkeith 55° 53′ 46,3″ N, 3° 3′ 59,5″ W           | Handelsgebäude | 24422   | Corn Exchange von Dalkeith           |
| Linsandel House                         | Dalkeith 55° 53′ 21,7″ N, 3° 4′ 52,8″ W           | Villa          | 24443   |                                      |
| Dalkeith Lodge                          | Dalkeith 55° 53′ 30,9″ N, 3° 4′ 0,5″ W            | Wohngebäude    | 24452   |                                      |
| 22–34 Bridge Street                     | Penicuik 55° 49′ 28,6″ N, 3° 13′ 17,8″ W          | Wohngebäude    | 39294   | 22–34 Bridge Street                  |
| Penicuik South Church                   | Penicuik 55° 49′ 21,9″ N, 3° 13′ 16,2″ W          | Kirche         | 39295   | Penicuik South Church                |
| Gärten von Mavisbank House              | nahe Loanhead 55° 52′ 25,2″ N, 3° 8′ 14″ W        | Gärten         | 44166   |                                      |
| Gefängnisturm von Glencorse             | Penicuik 55° 50′ 42,9″ N, 3° 12′ 12,1″ W          | Turm           | 44614   |                                      |